# Rochuskapelle (Duisburg)

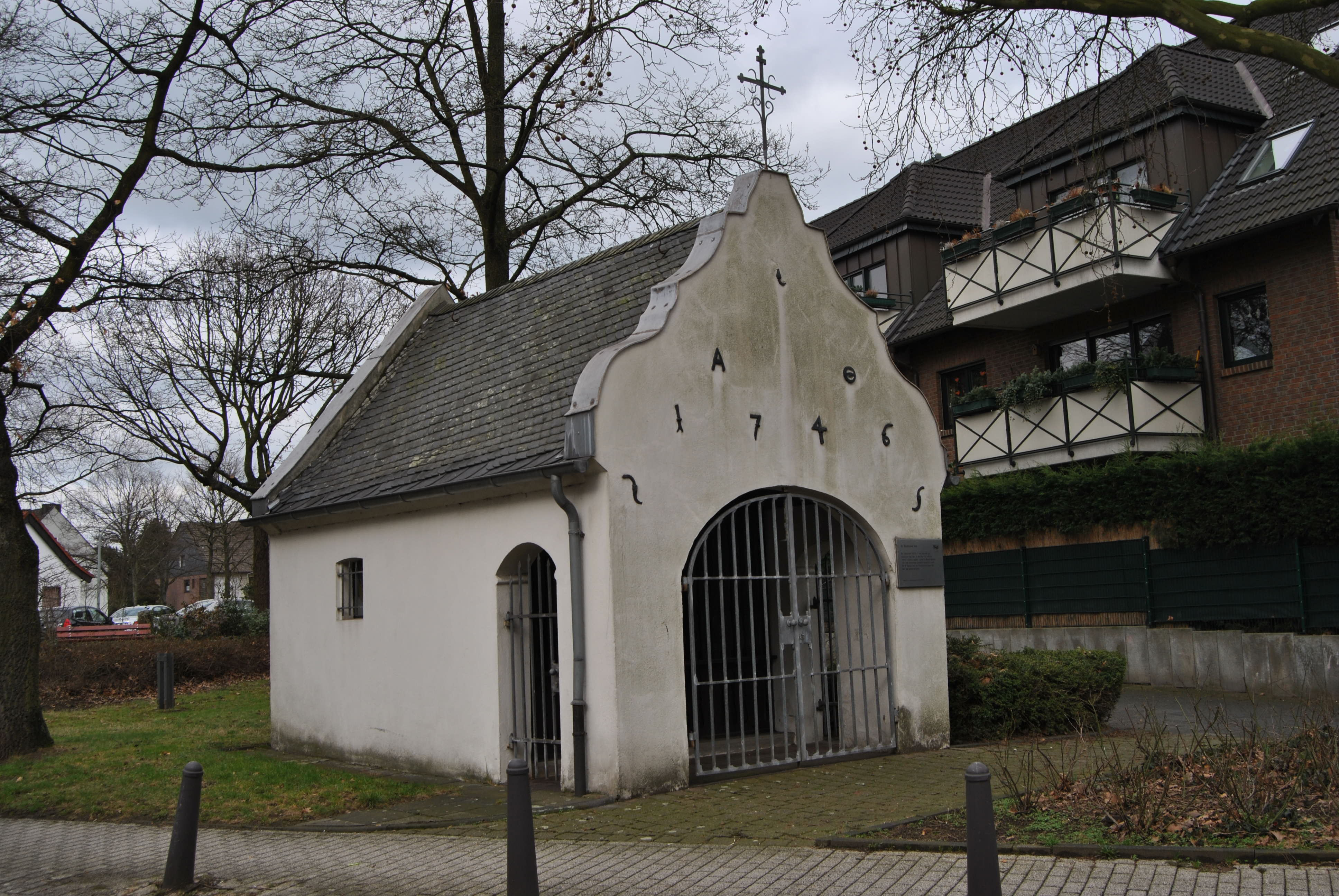
Rochuskapelle in Huckingen, 2012

Die Rochuskapelle (Duisburg) ist eine barocke Wegekapelle im Duisburger Stadtteil Huckingen an der Ecke Raiffeisenstraße (früher Unterstraße) und Angerhauser Straße. Die Kapelle trägt das Patrozinium des heiligen Rochus von Montpellier, der als Schutzpatron gegen Pest und ansteckende Krankheiten verehrt wird.

## Gebäude
Die Kapelle in ihrer heutigen Form ist ein vergleichsweise schlichter Bau mit geschwungener Giebelfront. Auf dem Giebel ist ein schmiedeeisernes Kreuz angebracht. In der Giebelwand sind Maueranker sichtbar, welche die Jahreszahl 1746 darstellen.
Zum Inventar der Kapelle zählt eine Rochus-Skulptur, welche die Rochus-Legende darstellt: St. Rochus steht auf einem barocken mit einem geflügelten Puttenkopf verzierten Sockel. Der Pestheilige ist mit einem Pilgergewand bekleidet, trägt in der rechten Hand einen Pilgerstab und zeigt mit der linken Hand auf eine Pestbeule auf dem linken Oberschenkel. Zur Rechten kniet ein Engel, der die Wunde behandelt. Links ist ein Hund mit Brot im Maul dargestellt.

## Geschichte
Die Rochuskapelle ist vermutlich älter als 1746. Genaue Informationen über ihre Erbauung liegen aber nicht vor. Sie war 1746 „schier zu Boden gefallen“, nachdem sie „etliche Jahre“ zuvor errichtet worden war. In dem auf dem Giebel dargestellten Jahr 1746 wurde die Kapelle wiedererrichtet. Es wird vermutet, dass sie davor eher provisorischen Charakter besaß und über die Jahre verfallen war. Mit der Wiedererrichtung erhielt sie ihre heutige Form.
Eine weitere gründliche Sanierung wurde durch das Amt des Landeskonservators von Nordrhein-Westfalen zwischen 1965 und 1967 durchgeführt.